# Radar pozahoryzontalny

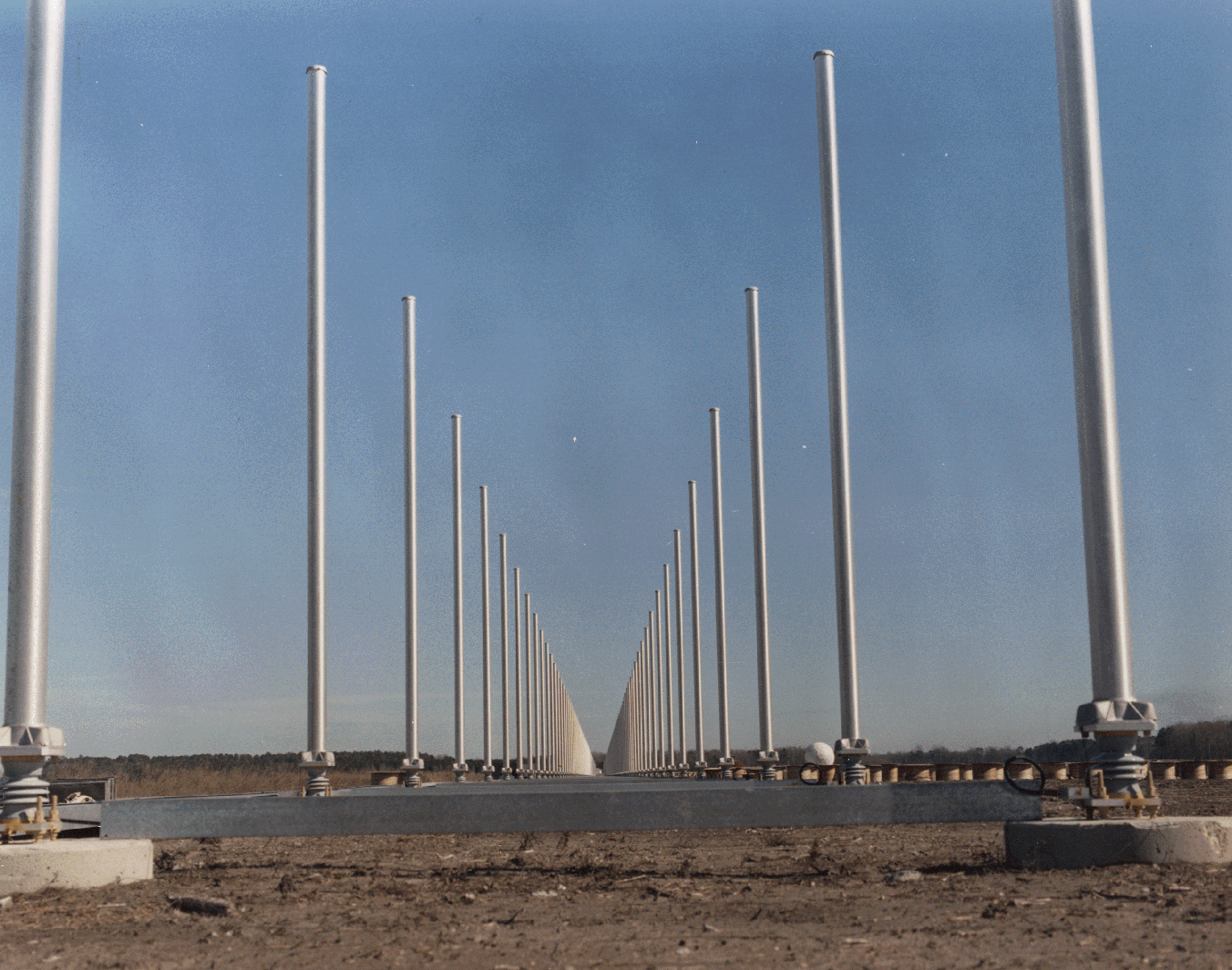
Radar pozahoryzontalny Marynarki Wojennej Stanów Zjednoczonych

Radar pozahoryzontalny (ang. Over-the-horizon radar, OTH) – urządzenie radiolokacyjne dalekiego zasięgu, wykorzystujące odbicie fal radiowych z zakresu krótkofalowego od jonosfery do wykrywania obiektów (samolotów i rakiet) w przestrzeni powietrznej poza zasięgiem horyzontu.